# اچ‌ام‌سی‌اس ژیوانشی
اچ‌ام‌سی‌اس ژیوانشی (به انگلیسی: HMCS Givenchy) یک کشتی بود که طول آن ۱۳۰ فوت (۴۰ متر) بود. این کشتی در سال ۱۹۱۷ ساخته شد.